# Petra Dallmann
Petra Dallmann (* 21. November 1978 in Freiburg im Breisgau) ist eine ehemalige deutsche Schwimmerin.

## Leben
Ihre Schwimmer-Karriere begann beim SV Neptun Umkirch (heute SV Neptun Breisgau). Ihre Spezialstrecken waren die 100 Meter und 200 Meter Freistil, deshalb schwamm sie oft für die deutsche Nationalmannschaft in den Freistilstaffeln. 2001 wurde Dallmann Weltmeisterin mit der 4-mal-100-Meter-Staffel (Petra Dallmann, Antje Buschschulte, Katrin Meißner, Sandra Völker) und 2004 bei den Olympischen Spielen in Athen gewann sie die Bronzemedaille mit der 4-mal-200-Meter-Staffel (Franziska van Almsick, Petra Dallmann, Antje Buschschulte, Hannah Stockbauer).
Dafür erhielt sie, zusammen mit ihrer Staffel, am 16. März 2005 das Silberne Lorbeerblatt.
Außerdem gewann sie vier Europameistertitel und wurde 2005 Deutsche Meisterin über 200 Meter Freistil. Nach den Weltmeisterschaften 2009 in Rom, wo sie noch einmal mit der 4-mal-100-Meter-Staffel Silber gewann, trat sie zurück.
Die 1,84 Meter große Dallmann startete für den SV Nikar Heidelberg. Sie studierte Medizin an der Universität Heidelberg und ist seit 2006 Ärztin. Sie ist Fachärztin für Psychiatrie und Psychotherapie sowie Chefärztin der Libermenta Klinik Schloss Freudental.
Im März 2023 sprach sie beim Deutschlandfunk gemeinsam mit Ex-Radprofi Dominik Nerz in einem Interview über Essstörungen im (Spitzen)sport.

## Rekorde
| Deutsche Rekorde (2)                                 | Deutsche Rekorde (2) | Deutsche Rekorde (2) | Deutsche Rekorde (2) |
| ---------------------------------------------------- | -------------------- | -------------------- | -------------------- |
| 4 × 100 m Freistil (mit Götz, Steffen und Liebs)     | 03:35,22 min         | 31. Juli 2006        | Budapest             |
| 4 × 200 m Freistil (mit Samulski, Steffen und Liebs) | 07:50,82 min         | 3. August 2006       | Budapest             |
| (Stand: 15. April 2025)                              |                      |                      |                      |